# Донник
До́нник (лат. Melilótus) — род травянистых малолетников семейства бобовые подсемейства мотыльковые. Ценные кормовые растения, хорошие медоносы. Некоторые виды — лекарственные растения.

## Происхождение название
Среди русских общеупотребительных названий растения — до́нная трава́, бурку́н, сла́дкий кле́вер.
Слово «донник» происходит от «донной» — древнего названия подагры и «дна» — древнерусского обозначения болезней нижней части брюшной полости.
Научное название происходит от др.-греч. μελίλωτος: μέλι — мёд и λωτός — названия многолетних кормовых трав, в том числе клевера.

## Ботаническое описание
Корень стержневой. Стебель ветвистый. Высота — до 200 см.
Листья с тремя листочками. У основания черешка — прилистники (значительно мельче листочков и отличаются по форме). Средний листочек на более длинном черешке, чем боковые. Часто листочки сидячие.
Цветки в длинных и узких многоцветковых рыхлых кистях, повислые, жёлтые или белые, 2—7 см длиной. Все лепестки до основания свободные. Бобы мелкие, часто длиннее чашечки. Обладают своеобразным кумариновым запахом.

## Распространение и экология
Естественный ареал рода охватывает значительную часть Евразии, включая Западную и Восточную Европу (исключая северные районы), Кавказ, Сибирь (южная горная часть, Предбайкалье и Забайкалье), российский Дальний Восток (южная часть), Центральную, Восточную и Юго‑Восточную Азию, а также прибрежную полосу северной, восточной и западной частей Африки.
Произрастают виды в умеренной и субтропической зонах. Род распространен от берегов Тихого до берегов Атлантического океана; с юга расселение ограничено пустынными засушливыми территориями Азии и Африки, с севера — массивами сплошной тайги Евразии. За последнее столетие происходил занос некоторых видов рода до северных побережий Восточной Европы вдоль железных дорог, по насыпям, обочинам дорог, рудеральным биотопам, свалкам, около жилья. Та же тенденция отмечается и в других районах мира в связи с антропогенной трансформацией флоры. В Северной и Южной Америке, в Австралии распространение рода имеет заносный характер.
Обычные растения лугов, пустырей и залежей.

## Хозяйственное значение и применение
Ценные кормовые растения для сельскохозяйственных животных, в культуре донник лекарственный даёт много питательной биомассы и улучшает структуру почвы. Существуют сорта донника белого Омский белый и Арктический, выведенные канадскими учёными из донника белого, собранного в Сибири. Донник зубчатый хорошо поедается всеми видами животных и считается хорошим молокогонным и нажировочным кормом.
Донник лекарственный и донник белый применяются для отдушки табака. Донник лекарственный применяется для ароматизации мыла и как фиксатор запаха в парфюмерной промышленности. Донник неаполитанский используется для ароматизации вермута.
Донники — прекрасные медоносы. Донниковый мёд — янтарного или белого цвета, его аромат напоминает запах ванили.
В Российский Государственный реестр селекционных достижений, допущенных к использованию в 2022 году, включено 16 сортов Донник белый, 3 сорта Донник белый однолетний, 9 сортов Донник желтый и Донник волосистый Солнышко.

## Таксономия
Melilotus (L.) Mill., The Gardeners Dictionary, ed. 4. 876 (1754).
Первоначально Линней во втором томе Species Plantarum названием Meliloti обозначил секцию рода клевер (Trifolium sect. Melilotus), на следующий год Миллер выделил таксон в самостоятельный род.
Род Донник относится к подсемейству Мотыльковые (Papilionoideae) семейства Бобовые (Fabaceae) порядка Бобовоцветные (Fabales). Таксономическая схема в соответствии с Системой APG IV по состоянию на декабрь 2023 года:
|  |                                      |  |                                   |                                   |                   |  | ещё 3 семейства | ещё 3 семейства   |                          |  |                                                            |  | еще 523 рода | еще 523 рода |  |
|  |                                      |  |                                   |                                   |                   |  | ещё 3 семейства | ещё 3 семейства   |                          |  |                                                            |  | еще 523 рода | еще 523 рода |  |
|  |                                      |  |                                   | порядок Бобовоцветные             |                   |  |                 |                   | подсемейство Мотыльковые |  |                                                            |  |              |              |  |
|  |                                      |  |                                   | порядок Бобовоцветные             |                   |  |                 |                   | подсемейство Мотыльковые |  | 34 подтвержденных вида и 11 видов, ожидающих подтверждения |  |              |              |  |
|  | отдел Цветковые, или Покрытосеменные |  |                                   |                                   | семейство Бобовые |  |                 |                   | род Донник               |  |                                                            |  |              |              |  |
|  | отдел Цветковые, или Покрытосеменные |  |                                   |                                   |                   |  |                 |                   |                          |  |                                                            |  |              |              |  |
|  |                                      |  | ещё 63 порядка цветковых растений | ещё 63 порядка цветковых растений |                   |  |                 | еще 5 подсемейств | еще 5 подсемейств        |  |                                                            |  |              |              |  |
|  |                                      |  |                                   | ещё 63 порядка цветковых растений |                   |  |                 |                   | еще 5 подсемейств        |  |                                                            |  |              |              |  |

### Виды
- Melilotus × haussknechtianus O.E.Schulz
- Melilotus × schoenheitianus Hausskn.
- Melilotus albus Medik. — Донник белый
- Melilotus altissimus Thuill. — Донник рослый
- Melilotus arenarius Grecescu
- Melilotus balbisianus Colla
- Melilotus bicolor Boiss. & Balansa
- Melilotus cappadocius O.E.Schulz
- Melilotus dentatus (Waldst. & Kit.) Desf. — Донник зубчатый
- Melilotus diffusus Trevir.
- Melilotus elegans Salzm. ex Ser. — Донник изящный
- Melilotus freynii Gand.
- Melilotus gorkemii Yıld.
- Melilotus hirsutus Lipsky — Донник волосистый
- Melilotus incisus Biroli ex Colla
- Melilotus indicus (L.) All. — Донник индийский
- Melilotus infestus Guss. — Донник круглоплодный
- Melilotus italicus (L.) Lam. — Донник итальянский
- Melilotus macrocarpus Coss. & Durieu — Донник крупноплодный
- Melilotus megalocarpus Gand.
- Melilotus melilotus-officinalis Farw.
- Melilotus neapolitanus Ten. — Донник неаполитанский
- Melilotus officinalis (L.) Pall.
- Melilotus officinalis (L.) Lam. typus — Донник лекарственный
- Melilotus peregrinus Gand.
- Melilotus polonicus (L.) Pall. — Донник польский
- Melilotus segetalis (Brot.) Ser. — Донник пашенный
- Melilotus serratifolius Täckh. & Boulos
- Melilotus siculus (Turra) Steud.
- Melilotus speciosus Durieu — Донник прекрасный
- Melilotus suaveolens Ledeb. — Донник ароматный
- Melilotus sulcatus Desf. — Донник бороздчатый
- Melilotus tauricus (M.Bieb.) Ledeb. — Донник крымский
- Melilotus wolgicus Poir. — Донник волжский